# محمد زويد النفيعي
اللواء الركن مظلي محمد بن زويد النفيعي (1945 - 13 يناير 2021) عسكري وضابط وشاعر ورياضي سعودي، كان قائد عمليات القوات الخاصة خلال حادثة الحرم المكي عام 1400 هـ التي قام بها جهيمان.

## حياته
ولد في مكة المكرمة عام 1364هـ وعاش فيها جزءا من طفولته، والجزء الآخر ما بين محافظة الطائف ومدينة الرياض، والتحق بفصول الدراسة في المدرسة المحمدية في مكة المكرمة.
أكمل “النفيعي” دراسته في محافظة الطائف، حتى شهادة الصف الثاني المتوسط من المدرسة الفيصلية الثانوية، وبعد ذلك تقدم إلى المدرسة العسكرية، وانتقل إلى العاصمة الرياض، حيث أكمل رحلته التعليمية حتى تحصل على الثانوية العامة (قسم علمي) في المدرسة العسكرية، وبعدها التحق بالكلية الحربية، وتخرج فيها بشهادة البكالوريوس في العلوم العسكرية.

## مشاركاته الرياضية
سجل النفيعي في نادي الوحدة في مكة المكرمة، واستمر مع النادي ثلاث سنوات، وحقق معه بطولة المناطق، وفي عام 1390هـ اضطر لترك النادي بسبب انتقال عمله إلى الرياض.

## أعماله
له ديوان شعر نبطي بعنوان «العشق المخملي»، صدر عام 2008م، وآخر فصيح بعنوان «رؤى قلب» صدر عام 2016.